# Nalewka (farmacja)
Nalewka, tynktura (łac. tinctura) – rodzaj leku galenowego, niezagęszczony preparat roślinny otrzymywany poprzez ekstrakcję suchego surowca roślinnego lub zwierzęcego rozpuszczalnikiem, najczęściej etanolem lub jego mieszaniną z wodą.
Nalewki otrzymuje się przez zalanie ziół rozpuszczalnikiem o przypisanym stężeniu i poddanie go maceracji lub perkolacji przez określony (podany w monografiach farmakopealnych) czas, odpowiedni dla danego surowca. Można je też uzyskiwać poprzez rozpuszczenie wyciągów suchych albo gęstych.
Nalewki mają różnego rodzaju zastosowania, zależne od surowca, z którego zostały wykonane. Popularne są nalewki wspomagające trawienie, przeciwkaszlowe, do stosowania zewnętrznego (na przykład do przemywania ran, płukania gardła) i inne. Przeważnie są wydawane jako krople per se (czyli w formie nieprzetworzonej).
Przykłady nalewek leczniczych:
- nalewka z kwiatostanu głogu (Tinctura Crataegi)
- nalewka z konwalii majowej mianowana (Tinctura Convallariae maialis titrata)
- nalewka z ziela kopytnika (Tinctura Asari)
- nalewka z owocni pomarańczy gorzkiej (Tinctura Aurantii amara)
- nalewka z liści pokrzyku wilczej jagody (Tinctura Belladonnae)
- nalewka z dębianek (Tinctura Gallae)
- nalewka z kozłka lekarskiego (Tinctura Valerianae)